# Pistes cyclables du Trentin
Les pistes cyclables du Trentin forment un réseau d'une longueur d'environ 400 kilomètres et sont réparties uniformément sur le territoire. 

## Vallée de l'Adige
- Longueur : 98 km[2] (frontière avec le Tyrol du Sud ; frontière avec la province de Vérone)
- Temps de trajet moyen : 6 à 7 h
- Type de fond : asphalte
- Saison recommandée : toutes

L'itinéraire fait partie de la piste cyclable del Sole qui part du col du Brenner et arrive à Naples. En partant de Roverè della Luna, l'itinéraire longe la rivière Adige en passant par Trente et Rovereto et, près de Mori, il traverse la Basso Sarca. La piste se termine à Borghetto sull'Adige, à la frontière avec la province de Vérone. 

## Valsugana

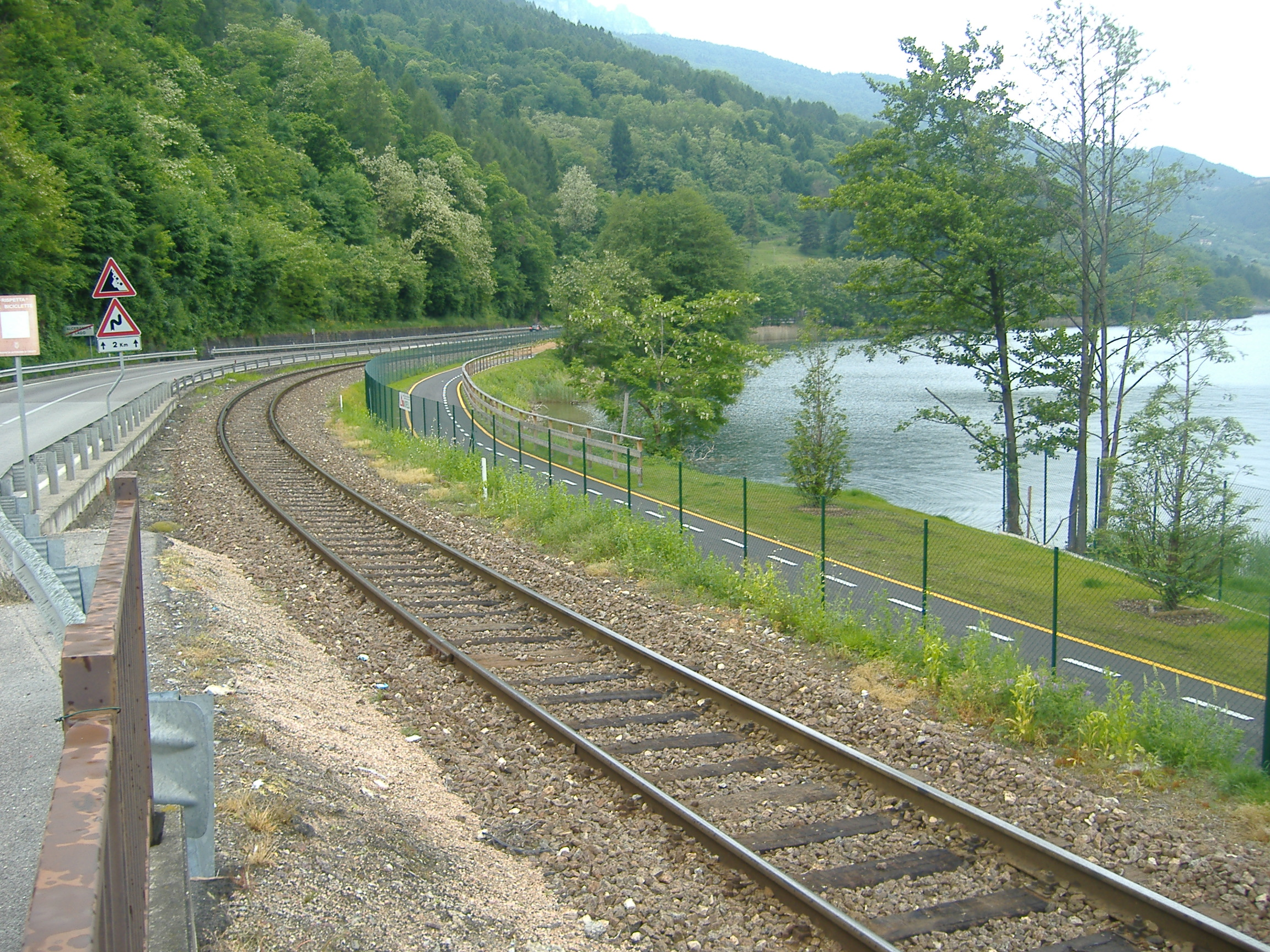
La piste cyclable commence dans la municipalité de Pergine Valsugana pour atteindre la frontière avec la Vénétie à Pianello Vallon dans la municipalité de Grigno.

- Longueur : 52,4 km[3] (Pergine Valsugana ; Primolano)
- Temps de trajet moyen : 5 à 6 h
- Type de fond : asphalte
- Saison recommandée : du printemps à l'automne

La piste cyclable commence à Pergine Valsugana, sur les rives du lac de Caldonazzo pour continuer le long de la Brenta, en direction de Borgo Valsugana et se termine ensuite à Primolano. La piste cyclable est également appelée la via del Brenta. 

## Valle del Primiero
- Longueur : 11 km[5] (Siror ; Imer)
- Temps de trajet moyen : 1 h
- Type de fond : asphalte
- Saison recommandée : été

En partant de Siror, dans la vallée de Primiero, la piste cyclable s'étend vers le sud en passant par Tonadico et Transacqua. 

## Val di Sole
- Longueur : 35 km (pont de Mostizzolo ; Cogolo)
- Temps de trajet moyen : 3 à 4 h
- Type de fond : asphalte
- Saison recommandée : été

En partant du pont de Mostizzolo, où le ruisseau Noce se jette dans l'émissaire du lac de Santa Giustina, le chemin remonte le val di Sole en passant de Malé, Dimaro et Pellizzano pour ensuite glisser vers Peio et plus précisément jusqu'à Cogolo, où se termine la piste. 

## Val di Fiemme et Val di Fassa
- Longueur : 48 km (Molina di Fiemme ; Alba di Canazei)
- Temps de trajet moyen : 4 à 5 h
- Type de fond : asphalte
- Saison recommandée : été

La piste cyclable part du val di Fiemme, à Molina, et, en passant au sud de Cavalese, elle arrive à Predazzo. Ensuite, à Moena, elle entre dans le val di Fassa pour finir à Alba après avoir passé Canazei. 

## Val Rendena

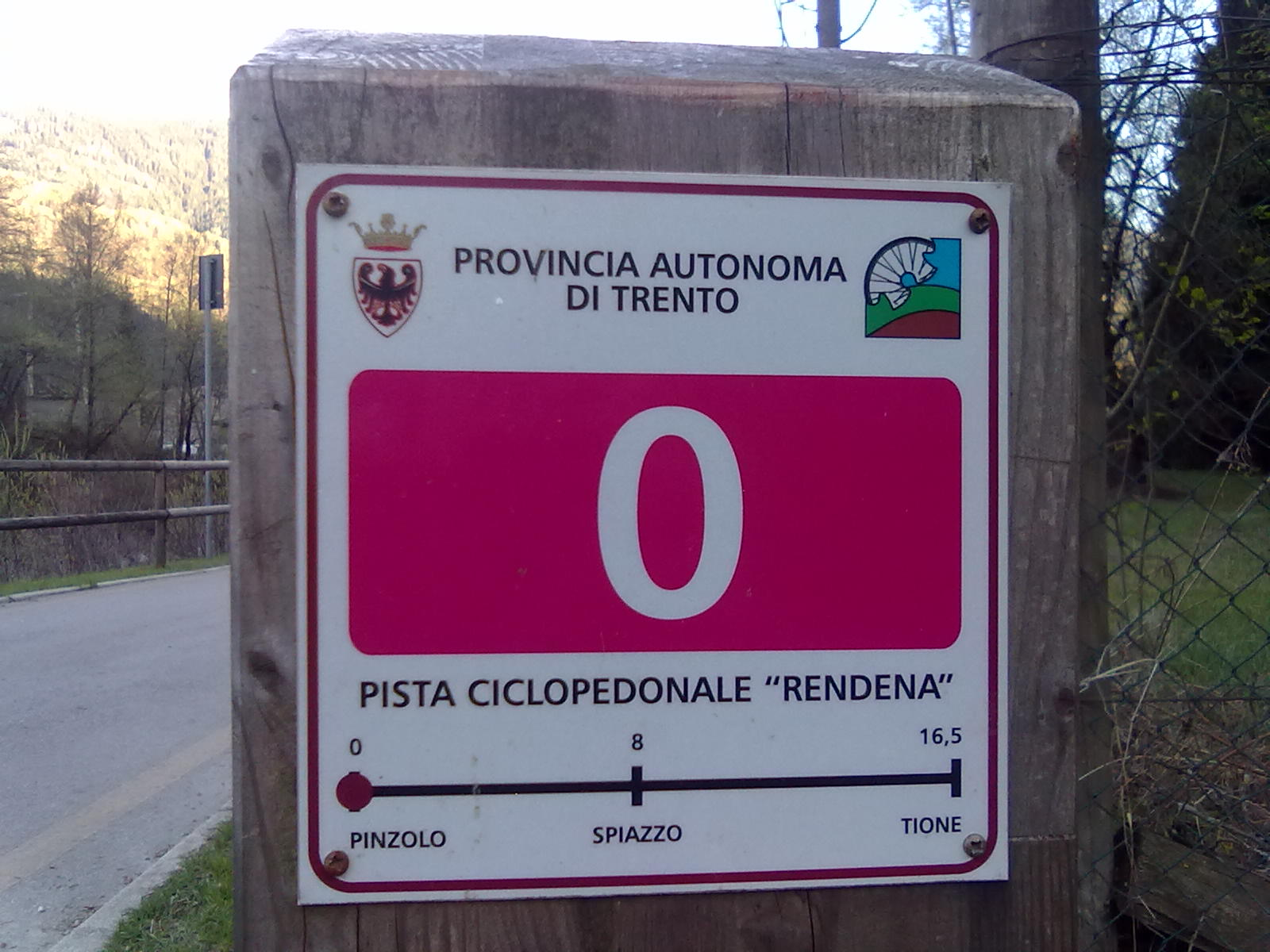
Signal de distance au début de la piste cyclable de Rendena.

- Longueur : 15 km (Villa Rendena ; Carisolo)
- Durée moyenne du trajet: 2 h 30
- Type de fond: asphalte
- Saison recommandée: été

La piste cyclable commence à Villa Rendena et, en longeant la rivière Sarca, traverse les centres habités de Vigo Rendena, Spiazzo, Strembo et Giustino pour ensuite atteindre Pinzolo où une courte variante mène à Carisolo. Une section de 8 km qui commence à Tione di Trento et se termine au lac Ponte Pi est également incluse dans le val Rendena. 

## Basse Giudicarie
- Longueur : 16 km (Condino ; Lac d'Idro)
- Temps de trajet moyen : 2 h
- Type de sol : asphalte et chemin de terre
- Saison recommandée : été

La piste cyclable commence à Condino et, longeant la rivière Chiese, arrive à Storo où il est possible de voir les champs où les épis sont cultivés, permettant la fabrication de la farine jaune de Storo. L'itinéraire se termine sur les rives du lac d'Idro à Baitoni, à la frontière avec la province de Brescia. 

## Basso Sarca

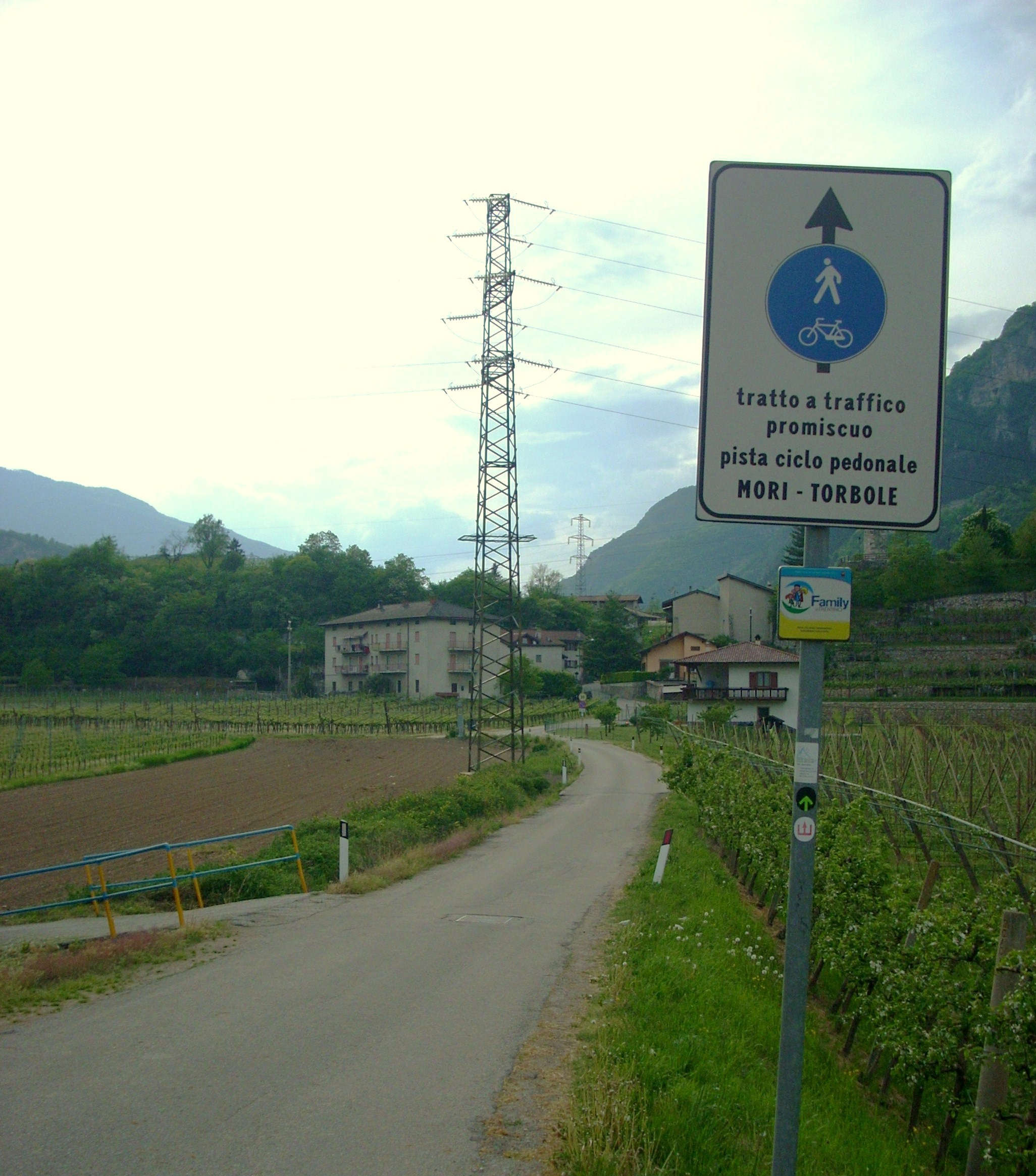
Début de la piste cyclable près de Mori.

- Longueur : 18 km (Mori ; Riva del Garda)
- Temps de trajet moyen : 2 h
- Type de fond : asphalte
- Saison recommandée : toutes

En partant de la piste de la vallée de l'Adige à Mori, l'itinéraire part en direction de Loppio et de la zone habitée de Nago-Torbole pour arriver sur les rives du lac de Garde. La piste se termine à Riva del Garda. 

## Vallee dei Laghi
- Longueur : 11 km (Torbole ; Dro)
- Temps de trajet moyen : 2 h
- Type de fond : asphalte
- Saison recommandée : toutes

En partant de Torbole, la piste cyclable s'enfonce dans la Valle dei Laghi. En longeant une route à trafic mixte, elle atteint Vezzano où le chemin piétonnier monte jusqu'à Terlago. 

## Ledro et Concei
- Longueur : 12 km (Molina di Ledro ; lac d'Ampola)
- Temps de trajet moyen : 1 h 30
- Type de sol : asphalte et chemin de terre
- Saison recommandée : du printemps à l'automne

En partant de Molina di Ledro, l'itinéraire contourne le lac de Ledro et en passant par Bezzecca, Tiarno di Sotto et Tiarno di Sopra, atteint le lac d'Ampola ; il y a aussi un itinéraire routier à trafic mixte qui va dans le val di Concei sur 5 km. 

## Haut val di Non
- Longueur : 32 km
- Durée du trajet : 2 h 30
- Type de fond : asphalte
- Saison recommandée : du printemps à l'automne

## Projets
Pour les prochaines années, de nouvelles sections sont prévues ou l'achèvement d'itinéraires qui ne sont pas actuellement continus. Voici les principales idées.

### Valsugana et Val di Cembra
- Extension de la piste cyclable actuelle avec la section San Cristoforo al Lago - Trento.
- Construction d'une nouvelle piste cyclable de Pergine Valsugana à Brusago, en passant par Baselga di Piné.

### Val Rendena
- Construction de la section Tione di Trento - Villa Rendena qui permettra la continuité de la piste entre Carisolo et le lac Ponte Pia. Ce chemin a été construit et est praticable depuis quelques années.

### Basse Giudicarie
- Construction de la section Condino - Tione de Trente qui permettra la continuité entre Storo et Tione.

### Valle dei Laghi
- Construction du tronçon Dro - Pietramurata et Sarche - Terlago qui permettra la continuité entre Torbole et Terlago.

## Bicigrill
Les bicigrill sont des stations-services situées aux abords des pistes cyclables et dédiées aux cyclistes qui veulent s'arrêter et se rafraîchir, acheter des produits locaux typiques, effectuer l'entretien de leurs vélos ou obtenir des informations sur les itinéraires et les opportunités que la région offre. Le premier bicigrill a été ouvert à Nomi, dans la vallée de l'Adige, en 2002.